# Distretto di Llama (Cajamarca)
Il distretto di Llama è uno dei diciannove distretti  della provincia di Chota, in Perù. Si trova nella regione di Cajamarca e si estende su una superficie di 494,94 chilometri quadrati.

Istituito il 18 aprile 1835, ha per capitale la città di Llama; al censimento 2005 contava 7.601 abitanti.